# قطعنامه ۱۰۰۵ شورای امنیت
قطعنامه ۱۰۰۵ شورای امنیت سازمان ملل متحد که در تاریخ ۱۷ ژوئیه ۱۹۹۵ تصویب شد، سندی بین‌المللی دربارهٔ رواندا است. این قطعنامه طی نشست ۳۵۵۵ام با ۱۵ رای موافق، ۰ مخالف و ۰ ممتنع تصویب شد.